# Тед Макдугалл
Тед Макдугалл (англ. Ted MacDougall, нар. 8 січня 1947, Інвернесс) — шотландський футболіст, що грав на позиції нападника.
Виступав, зокрема, за клуби «Ліверпуль» та «Саутгемптон», а також національну збірну Шотландії.

## Клубна кар'єра
У дорослому футболі дебютував 1966 року виступами за команду клубу «Ліверпуль», в якій провів один сезон. 
Згодом з 1967 по 1972 рік грав у складі команд клубів «Йорк Сіті» та «Борнмут».
Своєю грою за останню команду привернув увагу представників тренерського штабу клубу «Манчестер Юнайтед», до складу якого приєднався 1972 року. Відіграв за команду з Манчестера наступний сезон своєї ігрової кар'єри.
Протягом 1973 року захищав кольори команди клубу «Вест Гем Юнайтед».
У 1974 році уклав контракт з клубом «Норвіч Сіті», у складі якого провів наступні два роки своєї кар'єри гравця. Більшість часу, проведеного у складі «Норвіч Сіті», був основним гравцем атакувальної ланки команди. У складі «Норвіч Сіті» був одним з головних бомбардирів команди, маючи середню результативність на рівні 0,41 голу за гру першості. В сезоні 1975/76 забив 23 голи в іграх першості, ставши найкращим бомбардиром чемпіонату Англії.
З 1976 року два сезони захищав кольори команди клубу «Саутгемптон». Граючи у складі «Саутгемптона» також здебільшого виходив на поле в основному складі команди. В новому клубі був серед найкращих голеодорів, відзначаючись забитим голом в середньому щонайменше у кожній третій грі чемпіонату.
Протягом 1978—1980 років знову захищав кольори команди клубу «Борнмут».
Завершив професійну ігрову кар'єру у клубі «Блекпул», за команду якого виступав протягом 1980—1981 років.

## Виступи за збірну
У 1975 році дебютував в офіційних матчах у складі національної збірної Шотландії. Протягом кар'єри у національній команді, яка тривала усього 1 рік, провів у формі головної команди країни 7 матчів, забивши 3 голи.

## Титули і досягнення
- Найкращий бомбардир чемпіонату Англії: 1975/76 (23 голи)